# Ecdyonurus rizuni
Ecdyonurus rizuni is een haft uit de familie Heptageniidae. De wetenschappelijke naam van de soort is voor het eerst geldig gepubliceerd in 2004 door Godunko, Klonowska-Olejnik & Soldán.
De soort komt voor in het Palearctisch gebied.